# 29208 Halorentz
29208 Halorentz è un asteroide della fascia principale. Scoperto nel 1991, presenta un'orbita caratterizzata da un semiasse maggiore pari a 2,2375903 UA e da un'eccentricità di 0,1950420, inclinata di 4,30776° rispetto all'eclittica.